# Bahnstrecke Sélestat–Lesseux-Frapelle
| Bahnhof Châtenois |                      |                                                                     |                                                |
| Streckennummer (SNCF): | 116 000              |                                                                     |                                                |
| Streckenlänge: | 31.383 km            |                                                                     |                                                |
| Spurweite: | 1435 mm (Normalspur) |                                                                     |                                                |
| Maximale Neigung: | 18 ‰                 |                                                                     |                                                |
| Zweigleisigkeit: | nein                 |                                                                     |                                                |
| |                      |                                                                     |                                                |
| \| \| \| Bahnstrecke Strasbourg–Basel von Basel \| \| \| \| 43,218 0,000 \| Sélestat \| Sélestat \| \| \| \| Strecke Strasbourg–Basel nach Straßburg \| \| \| \| \| Bahnstrecke Sélestat–Saverne \| \| \| \| \| Autoroute A 35 \| \| \| \| 4,731 \| Châtenois \| Châtenois \| \| \| 6,320 \| Val-de-Villé \| Val-de-Villé \| \| \| \| Bahnstrecke Val-de-Villé–Villé \| \| \| \| 9,185 \| La Vancelle \| La Vancelle \| \| \| \| Gleisanschluss Hartmann \| \| \| \| \| Lièpvrette \| \| \| \| 14,305 \| Lièpvre (272 m) \| Lièpvre (272 m) \| \| \| \| Lièpvrette \| \| \| \| 18,432 \| Sainte-Croix-aux-Mines \| Sainte-Croix-aux-Mines \| \| \| \| Lièpvrette \| \| \| \| \| Sainte-Marie-aux-Mines (Erster Bahnhof) \| \| \| \| 21,091 \| Sainte-Marie-aux-Mines \| Sainte-Marie-aux-Mines \| \| \| \| \| \| \| \| \| Sainte-Marie-aux-Mines-Tunnel (6874 m) Département Haut-Rhin/Vosges \| \| \| \| \| \| \| \| \| 29,395 \| Lusse \| Lusse \| \| \| \| Bahnstrecke Strasbourg–Saint-Dié von Straßburg \| \| \| \| 31,383 74,827 \| Lesseux-Frapelle (400 m) \| Lesseux-Frapelle (400 m) \| \| \| \| Strecke Strasbourg–Saint-Dié nach Saint-Dié \| \| |                      |                                                                     |                                                |
| Strecke |                      | Bahnstrecke Strasbourg–Basel von Basel                              | Bahnstrecke Strasbourg–Basel von Basel         |
| Bahnhof | 43,218 0,000         | Sélestat                                                            | Sélestat                                       |
| Abzweig geradeaus und nach rechts |                      | Strecke Strasbourg–Basel nach Straßburg                             | Strecke Strasbourg–Basel nach Straßburg        |
| Abzweig geradeaus und nach rechts |                      | Bahnstrecke Sélestat–Saverne                                        | Bahnstrecke Sélestat–Saverne                   |
| Strecke mit Straßenbrücke |                      | Autoroute A 35                                                      | Autoroute A 35                                 |
| ehemaliger Bahnhof | 4,731                | Châtenois                                                           | Châtenois                                      |
| ehemaliger Bahnhof | 6,320                | Val-de-Villé                                                        | Val-de-Villé                                   |
| Abzweig geradeaus und ehemals nach rechts |                      | Bahnstrecke Val-de-Villé–Villé                                      | Bahnstrecke Val-de-Villé–Villé                 |
| ehemaliger Bahnhof | 9,185                | La Vancelle                                                         | La Vancelle                                    |
| Abzweig ehemals geradeaus und nach rechts |                      | Gleisanschluss Hartmann                                             | Gleisanschluss Hartmann                        |
| Brücke über Wasserlauf (Strecke außer Betrieb) |                      | Lièpvrette                                                          | Lièpvrette                                     |
| Bahnhof (Strecke außer Betrieb) | 14,305               | Lièpvre (272 m)                                                     | Lièpvre (272 m)                                |
| Brücke über Wasserlauf (Strecke außer Betrieb) |                      | Lièpvrette                                                          | Lièpvrette                                     |
| Bahnhof (Strecke außer Betrieb) | 18,432               | Sainte-Croix-aux-Mines                                              | Sainte-Croix-aux-Mines                         |
| Brücke über Wasserlauf (Strecke außer Betrieb) |                      | Lièpvrette                                                          | Lièpvrette                                     |
| Abzweig geradeaus und nach links (Strecke außer Betrieb) · Kopfbahnhof Streckenende und quer (Strecke außer Betrieb) |                      | Sainte-Marie-aux-Mines (Erster Bahnhof)                             | Sainte-Marie-aux-Mines (Erster Bahnhof)        |
| Bahnhof (Strecke außer Betrieb) | 21,091               | Sainte-Marie-aux-Mines                                              | Sainte-Marie-aux-Mines                         |
| |                      |                                                                     |                                                |
| |                      | Sainte-Marie-aux-Mines-Tunnel (6874 m) Département Haut-Rhin/Vosges |                                                |
| |                      |                                                                     |                                                |
| Bahnhof (Strecke außer Betrieb) | 29,395               | Lusse                                                               | Lusse                                          |
| Abzweig ehemals geradeaus und von rechts |                      | Bahnstrecke Strasbourg–Saint-Dié von Straßburg                      | Bahnstrecke Strasbourg–Saint-Dié von Straßburg |
| Bahnhof | 31,383 74,827        | Lesseux-Frapelle (400 m)                                            | Lesseux-Frapelle (400 m)                       |
| Strecke |                      | Strecke Strasbourg–Saint-Dié nach Saint-Dié                         | Strecke Strasbourg–Saint-Dié nach Saint-Dié    |

Die Bahnstrecke Sélestat–Lesseux-Frapelle war eine eingleisige, nicht elektrifizierte französische Bahnstrecke, die die Vogesen in West-Ost-Richtung querte.

## Geografie
Die Strecke verband die Bahnhöfe von Sélestat an der Bahnstrecke Strasbourg–Basel und Lesseux-Frapelle an der Bahnstrecke Strasbourg–Saint-Dié. Die Bahnstrecke Sélestat–Lesseux-Frapelle führte über Lièpvre und Sainte-Marie-aux-Mines. Bis 2018 wurde der Abschnitt zwischen Sélestat und La Vancelle noch im Güterverkehr befahren. Die übrige Strecke ist stillgelegt.
Die Strecke wird von SNCF Réseau unter der Nummer 116000 geführt. Zuvor wurde sie als Abschnitt der Strecke Nancy-Ville–Lunéville–Sélestat" geführt.

## Geschichte

### Erster Abschnitt
Ein kaiserliches Dekret vom 14. Juni 1861 stellte das öffentliche Interesse an einer Zweigbahn von Sainte-Marie-aux-Mines nach Sélestat als Anschluss an die Bahnstrecke Strasbourg–Basel fest. Der Minister für öffentliche Arbeiten erteilte am 1. Mai 1863 der Compagnie des chemins de fer de l’Est (EST) die Konzession für die Strecke, was durch ein kaiserliches Dekret vom 11. Juni 1863 genehmigt wurde.
Die EST errichtete die Strecke unverzüglich und nahm sie am 29. Dezember 1864 in Betrieb.

### Zweiter Abschnitt
Die nach dem Ersten Weltkrieg wieder an den Rhein verlegte französische Ostgrenze erforderte militärstrategisch möglichst direkte Verbindungen aus dem französischen Hinterland an den Fluss. Eines dieser Projekte war ein Anschluss der von Sélestat bis Sainte-Marie-aux-Mines führenden Strecke an das französische Eisenbahnnetz westlich der Vogesen. Dies war der Hauptgrund 1929 durch Gesetz ein öffentliches Interesse für den Bau einer Bahn zwischen Sainte-Marie-aux-Mines und Saint-Dié für festzustellen. Mit dem Bau wurde die Administration des chemins de fer d’Alsace et de Lorraine (AL) beauftragt. Im Zuge der Bauarbeiten wurde der ursprüngliche Kopfbahnhof von Sainte-Marie-aux-Mines aufgegeben und ein neuer Durchgangsbahnhof angelegt. Baulich aufwändigstes Bauwerk der Strecke war der Scheiteltunnel, der Sainte-Marie-aux-Mines-Tunnel, mit 6874 m Länge. Es war der längste Eisenbahntunnel, der vollständig auf französischem Gebiet lag.
Der französische Staatspräsidenten Albert Lebrun weihte die Strecke am 8. August 1937 ein. Der Industrielle und Politiker Maurice Burrus ließ aus diesem Anlass einen Tunnel aus Schokolade anfertigen, den die anwesenden Kinder nach der Eröffnung „plündern“ durften.

### Niedergang

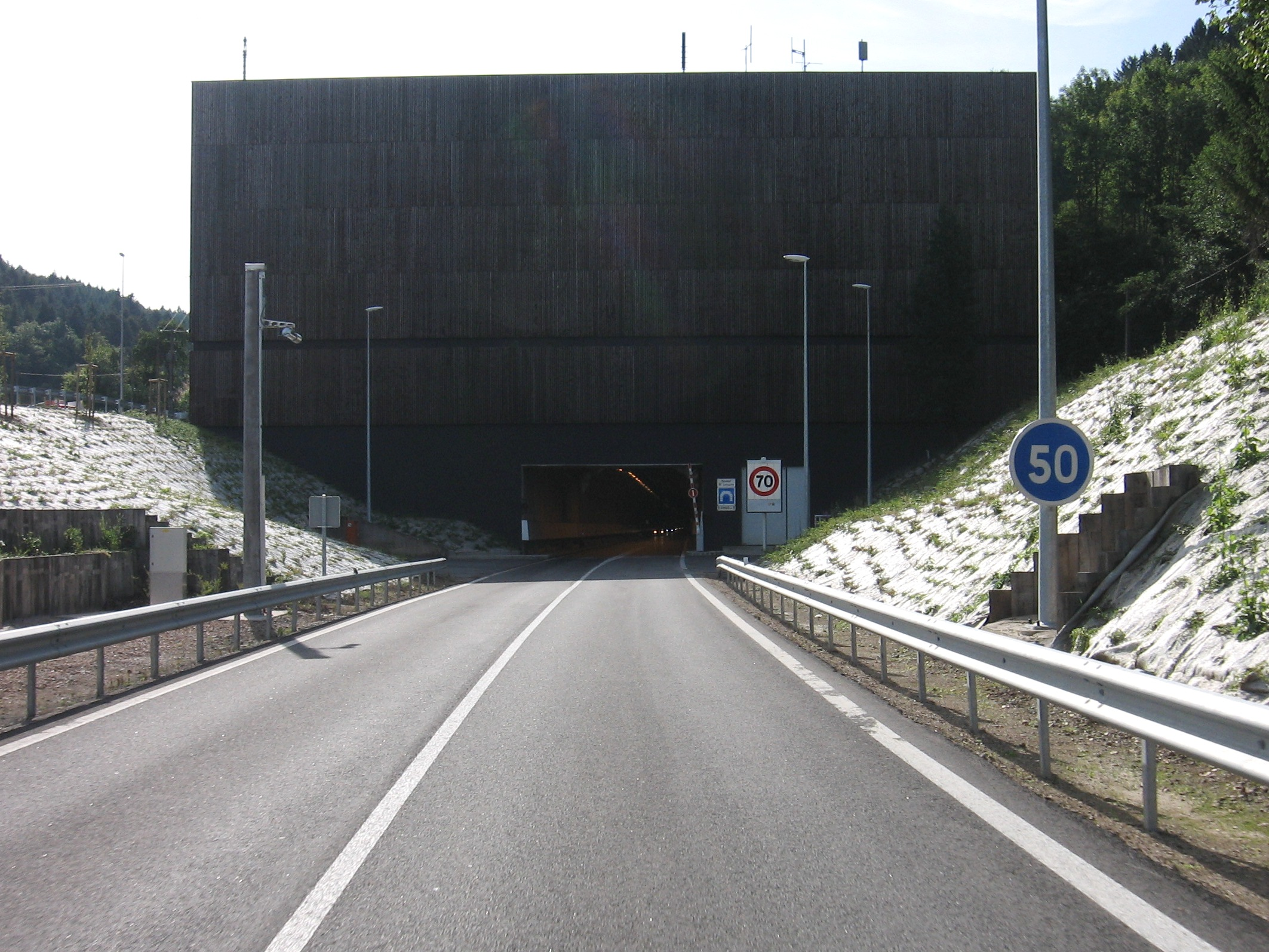
Der in den Maurice-Lemaire-Straßentunnel umgebaute ehemalige „Sainte-Marie-aux-Mines-Eisenbahntunnel“

Nachdem unter gewandelten politischen Verhältnissen nach dem Zweiten Weltkrieg der militär-strategische Wert des Tunnels entfallen war und zunehmender Individualverkehr das sowieso schon schwache Aufkommen an Reisenden weiter sinken ließ, wurde der Eisenbahnverkehr im Abschnitt von Sainte-Marie-aux-Mines bis Lesseux-Frapelle zum 2. Juni 1973 aufgegeben. Der Scheiteltunnel wurde – zunächst zeitlich begrenzt – in einen Straßentunnel umgebaut. Er trägt heute die Bezeichnung Maurice-Lemaire-Tunnel.
Der Abschnitt von Sélestat bis Sainte-Marie-aux-Mines wurde am 2. Januar 1980 für den Personenverkehr geschlossen, der Abschnitt von La Vancelle und dem dortigen Gewerbegebiet Bois-l’Abbesse bis Sainte-Marie-aux-Mines zum 1. Oktober 1990 dann auch für den Güterverkehr und 1996/97 stillgelegt. Die Trasse wird nun als Radweg genutzt. Der verbleibende Abschnitt von Sélestat bis Bois-l’Abbesse wurde bis zum Januar 2018 weiterbetrieben, um die Hartmann-Fabrik zu bedienen. Es war das letzte Unternehmen, das dort den Schienenverkehr nutzte. Nach einer Tariferhöhung verlängerte es jedoch den Vertrag mit dem es bedienenden Eisenbahnverkehrsunternehmen nicht, was das Ende des Verkehrs auf der Strecke bedeutete. Daraufhin verabschiedeten die Abgeordneten der Communauté de communes du Val d’Argent eine Resolution, in der sie SNCF Réseau aufforderten, die Bahnstrecke zu erhalten und zu modernisieren, um Güterverkehr weiter zu ermöglichen.